# Saison 2007-2008 du Celtic Football Club
Dernière mise à jour : 14 mai 2018.
Chronologie
Saison précédente Saison suivante
La saison 2017-2018 du Celtic Football Club voit le club remporter le championnat d'Écosse, son 42e titre. En Ligue des champions, le club est éliminé en huitième de finale par le FC Barcelone.

## Championnat d'Écosse

### Classement
Le classement est établi sur le barème de points classique (victoire à 3 points, match nul à 1, défaite à 0).
Le Celtic emporte son 42e titre de champion en devançant de trois points les Rangers.